# Стара механа у Ушћу
Стара механа у Ушћу, насељеном месту на територији Градске општине Обреновац, подигнута је средином 19. века на главном путу Београд−Шабац. Представља непокретно културно добро као споменик културе.
Стара механа у Ушћу дуго је времена представљала стециште путника и трговаца на овом иначе фреквентном путу. Зграда је зидана опеком, покривена кровом на четири воде са црепом и састоји се од кафанске сале, кухиње, оставе, соба за преноћиште и трема у целој дужини главне фасаде.
Подигнута као објекат угоститељске намене, зграда Старе механе у архитектонском смислу представља значајно достигнуће народног градитељства на београдском подручју.